# Zibbz
«ZiBBZ» — швейцарський дует, створений у 2008 році братом і сестрою Стефаном та Корін Гфеллерами, які стали представниками Швейцарії на пісенному конкурсі Євробачення 2018 в Лісабоні з піснею «Stones».

## Біографія
Дует Zibbz був започаткований в 2008 році  Корінн «Коко» Гфеллер (вокал) та її рідним братом Стефаном «Сті» Гфеллером (ударні, клавішні). Назва «zibbz» є модифікацією англійського слова «siblings» (брати і сестри, діти одних батьків). З 2011 року свою музичну кар'єру вони розвивають в Лос-Анджелесі, про що навіть виходило шоу на швейцарському телебаченні.

## Дискографія

### Альбоми
| Назва              | Деталі                                                                               | Пікові позиції в чартах |
| Назва              | Деталі                                                                               | SWI                     |
| ------------------ | ------------------------------------------------------------------------------------ | ----------------------- |
| Ready? Go!         | - Вийшов: 5 квітня, 2013 - Лейбл: Phonag Records - Формат: цифрове завантаження, CD  | 14                      |
| It Takes a Village | - Вийшов: 1 вересня, 2017 - Лейбл: Phonag Records - Формат: цифрове завантаження, CD | 11                      |

### Сингли
| "Www.Ahh!"                                                  | 2011 | — | Неальбомний сингл  |
| "One Shot"                                                  | 2012 | — | Ready? Go!         |
| "Wake Up!"                                                  | 2013 | — | Ready? Go!         |
| "Neonlights"                                                | 2013 | — | Ready? Go!         |
| "Dynamite Blonde"                                           | 2014 | — | Неальбомний сингл  |
| "Undone"                                                    | 2014 | — | Неальбомний сингл  |
| "Run"                                                       | 2017 | — | It Takes a Village |
| "Stones"                                                    | 2018 | — | Неальбомний сингл  |
| "—" позначає сингл, який не потрапив у чарти або не вийшов. |      |   |                    |